# Gici Niwaskw
Gici Niwaskw (Tabaldak), Gici Niwaskw je veliki bog kreator južnih plemena Wabanaki: Abenaki, Penobscot, Maliseet, Passamaquoddy. Ime doslovno znači Veliki duh, uobičajen izraz koji se koristi za obraćanje Bogu u mnogim indijanskim kulturama. Druga imena koja se ponekad koriste za upućivanje na Gici Niwaskw jednako su uzvišena: Tabaldak/Dabaldak znači "Gospodar" u Abenaki-Penobscotu, Niwaskowôgan je drugi način da se kaže "Veliki duh" u Abenakiju, Weli-Niwesqit/Woli-Niwesqit znači "Dobri duh " u Maliseet-Passamaquoddyju, a Keluwosit znači "onaj koji je dobar."
Kao i kod drugih algonkvijskih plemena, Veliki duh je apstraktan, dobronamjeran, nema izravnu interakciju s ljudima i rijetko je, ako ikada, personificiran u mitovima o Wabanakiju-- izvorno Kci Niwesq nije imao ni spol (iako je s uvođenjem engleskog i njegove rodno specifične zamjenice, Gici Niwaskw počeo se nazivati "on".) Gici Niwaskw je taj koji je stvorio svijet, iako su neki detalji o stvaranju svijeta kakav poznajemo danas delegirani kulturnom heroju Glooskapu. "Gici Niwaskw" (ili jedna od njegovih brojnih varijanti pisanja) korišten je kao prijevod za "Bog" u ranim prijevodima Biblije na Wabanaki jezike, i doista većina Wabanaki ljudi danas smatra da su Veliki Duh i kršćanski Bog jedno i isto.
Varijante imena: Kichi Niwaskw, Kci Niwesq, Kechi Niwaskw, Ktchi Niwaskw, Kihci Niweskw, Ktsi Nwaskw, Kici Niwaskw, Kchi Niwaskw, Kchiniwaskw, Ketchi Niwesk, Ketchiniwesk, Ktsi Nwaska, Gichi Niwasko, Kchi Niwaskwa, Ketchi Niwesku, Kci Niwesq, Ketci Niweskwe, Kehci-Niwesqit, K'chi Nixkam, Kechi Niuasuk
Ostali nazivi: Tabaldak, Dabaldak, Tobaldak, Tabal-dak, Niwaskowôgan, Keluwosit, Weli-Niwesqit, Woli-Niwesqit, Great Spirit, the Creator, First Manitou